# Helstrup (Herning Kommune)
|  | Denne artikel beskriver en fremtidig begivenhed Denne artikel eller sektion handler om planlagt eller forventet fremtidig begivenhed. Der kan forekomme spekulativ information, og indholdet kan ændres dramatisk når begivenheden nærmer sig og mere information bliver tilgængelig. |

 For alternative betydninger, se Helstrup. (Se også artikler, som begynder med Helstrup)
 Helstrup er en kommende bydel med ca. 4000 indbyggere, der kommer til at ligge nord for bydelen Snejbjerg, syd for det kommende Gødstrup Sygehus, og vest for Herning.
Herning Kommune og Arkitema Architects samarbejder om at planlægge byen, samt en ny forbindelse der kommer til at gå fra den kommende Gødstrup Station igennem hospitals området, og over forlængelsen af Vesterholmvej og til Helstrup. Forbindelsen skal være med til at forbinde hospitalets kommende rekreative område med Helstrups byrum. Byen skal være centerfunktion for Herning Kommunes opland, i form af detailhandel, institutioner, uddannelse og erhverv.

I fremtiden bliver Helstrup godt forbundtet rent trafikalt til resten af landet, da Vejdirektoratet har lavet en motorvej (Messemotorvejen) sekundærrute 502 der går mellem Snejbjerg og Sinding. Og hvor der vil være forbindelse til Ringkøbing mod vest, Holstebro mod nord, Vejle mod syd, og Silkeborg og Aarhus mod øst.
Derudover er Banedanmark i gang med at planlægge Gødstrup Station, ved det nye kommende hospital. Fra stationen bliver der togforbindelser mod Herning, Holstebro, Vejle, Silkeborg, og Aarhus.